# Rudolf Plaček
Rudolf Plaček, né le 31 mars 1881 à Kolín (Empire austro-hongrois), est un artiste peintre, illustrateur et caricaturiste tchécoslovaque, actif entre 1903 et 1914.

## Biographie

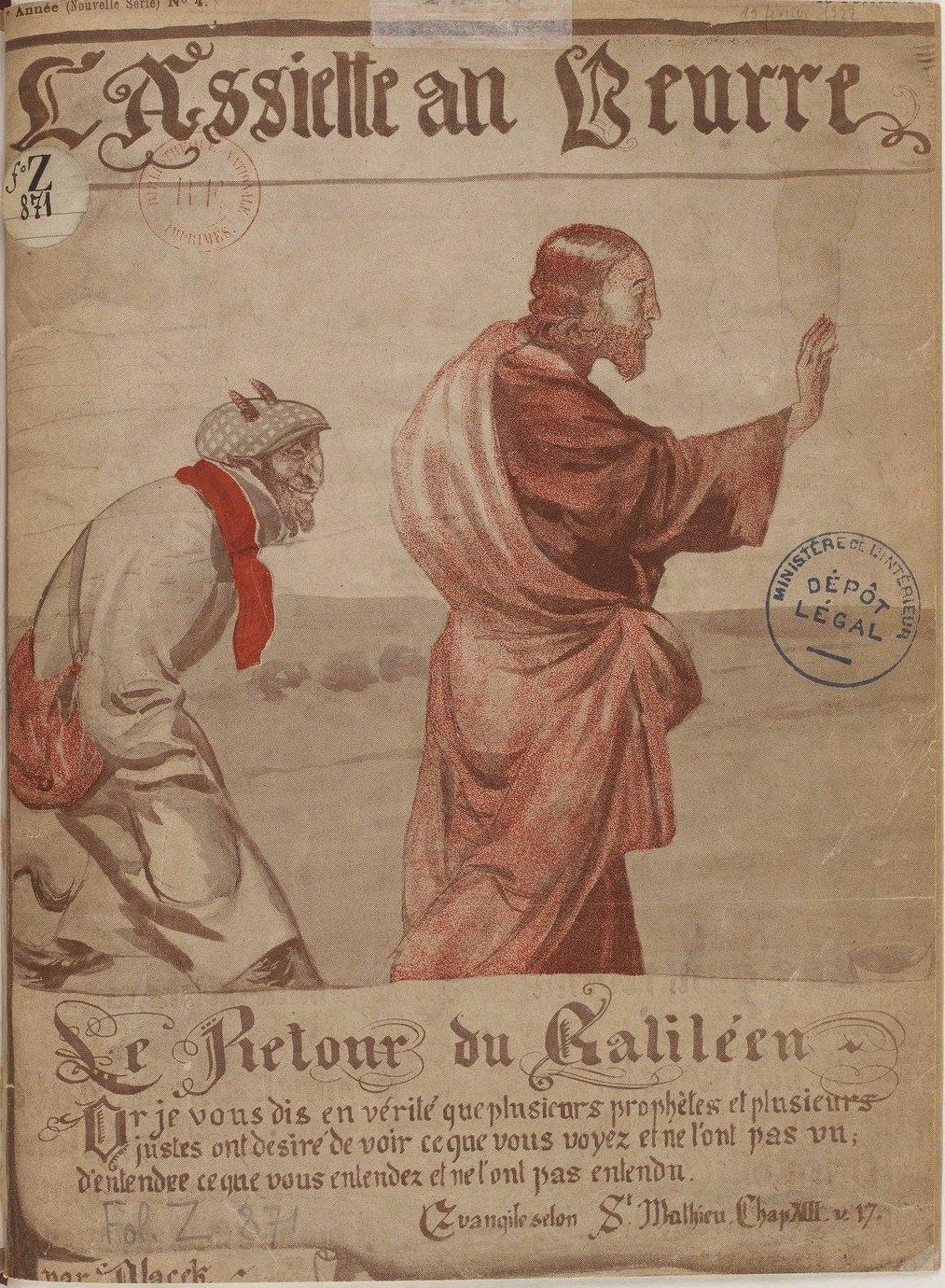
Un numéro de L'Assiette au beurre illustré par Plaček (Paris, 1922).

Actuellement, il existe peu de détails biographiques sur cet artiste.
Originaire de la Bohème, Plaček est né dans un petit hameau près de Bečváry situé à quelques kilomètres de la ville de Kolín, avec laquelle il fusionna en 1895.
Entre 1896 et 1899, Plaček étudie à l'École des arts appliqués de Prague, puis, dans les années 1899-1902, à l'Académie des beaux-arts de Prague avec pour professeur Vojtěch Hynais.
Vers 1907, sa signature apparaît dans des périodiques satiriques illustrés français tels que Le Rire (jusqu'en 1909), Comica, Nos loisirs, Le Courrier français (1911) ou L'Assiette au beurre. Par ailleurs, il est mentionné en 1909 comme rédacteur en chef de la feuille satirique turque intitulée Kalem et publiée à Constantinople. En 1914, il est à Prague, publiant de nombreux dessins dans le magazine de bande dessinée Švandy Dudáka.
Les raisons de son départ pour Paris sont inconnues mais Hynais, qui fit un long séjour dans la capitale française avant 1893, y entretenait de très bonnes relations avec le milieu du graphisme : Jules Chéret et surtout Alfons Mucha avaient tissé des liens avec lui et il est fort possible qu'ils aient recommandé le jeune Plaček. D'après Milan Rastislav Štefánik, Plaček fréquente une petite communauté d'artistes originaire de Bohème et installée à Paris : autour du boulevard Saint-Michel, notamment chez Amiot, un restaurant populaire, s'y retrouvaient durant les années 1902-1907, Luděk Marold, Jan Dědina, František Kupka, Vojtěch Preissig, Ludvík Strimpl. La plupart dessinèrent pour les titres lancés par Schwarz, dont L'Assiette au beurre.
Mis à part ses dessins, on connaît de lui des toiles néo-impressionnistes et de nombreux ex-libris. En février 1922, Georges Anquetil publie un numéro spécial de L'Assiette au beurre intitulé « Le retour du galiléen » et signé Plaček : or, d'après Adolphe Willette, Anquetil ne faisait que récupérer des compositions d'avant 1914 car il avait racheté à André de Joncières le titre et les archives. Il effectuait donc des retirages qu'il ne payait pas, surtout si l'artiste en question semblait avoir disparu.
En 1922, l'éditeur Maurice Glomeau publie au moins deux ouvrages illustrés de compositions signées Plaček (« R. Placeck »).
De fait, on perd la trace de Plaček après la Première Guerre mondiale.